# Ca n'Albareda de la Plaça
Ca n'Albareda de la Plaça és una masia del municipi de Pallejà (Baix Llobregat) inclosa en l'Inventari del Patrimoni Arquitectònic de Catalunya.

## Descripció
És un mas format per dos cossos, el més antic del segle xvii, situat a la banda nord del pati d'aquesta plaça i amb portal adovellat de pedra roja. Té grans finestrals. L'altre cos està unit al primer i té a la planta baixa dos arcs escarsers de pedra roja, del segle xviii. A sobre hi ha l'habitatge principal. Disposa de dos cellers, un a la planta baixa d'aquest segon edifici i l'altre per a la producció de vi a nivell industrial, a l'altra banda del carrer.